# 코로싱크 클러스터 엔진
코로싱크 클러스터 엔진(Corosync Cluster Engine)은 토템 싱글 링 오더링 앤드 멤버십 프로토콜(Totem Single Ring Ordering and Membership protocol)의 오픈 소스 구현체이다. BSD 허가서로 라이선스되며 OpenAIS 프로젝트에서 기원한다. 코로싱크의 목표는 커뮤니티가 정의한 오픈 소스 클러스터의 개발, 출시, 지원이다.

## 같이 보기
- 페이스메이커 (소프트웨어)